# 鹰电视台
鹰电视台是蒙古国的一家私营电视台。

## 简介
鹰电视台是蒙古国和美国合资的私营电视台。1996年4月建台。该台节目只在乌兰巴托市的范围内播放，每日均播放节目。节目中有30%至40%是蒙古语节目之外，其他主要转播美国CNN的节目。
2002年，美国人汤姆·特里（Tom Terry）接手蒙古广播公司（MBC）以及鹰电视台。